# گفت‌وگوی چهارجانبه امنیتی
گفتگوی چهارجانبهٔ امنیتی (انگلیسی: Quadrilateral Security Dialogue) یا (QSD)، که به عنوان چهار یا QUAD نیز شناخته می‌شود) یک گفت‌وگوی استراتژیک بین ایالات متحده، هند، ژاپن و استرالیا است که حفظ مذاکرات بین کشورهای عضو را باعث می‌شود. این گفتگو در سال ۲۰۰۷ توسط شینزو آبه، نخست‌وزیر ژاپن و با حمایت دیک چنی، معاون رئیس‌جمهور ایالات متحده، جان هوارد، نخست‌وزیر استرالیا و نخست‌وزیر هند، مانموهان سینگ آغاز شد. این گفت‌وگو با تمرینات نظامی مشترک در مقیاسی بی‌سابقه با عنوان تمرین ملابار همراه بود. ترتیبات دیپلماتیک و نظامی به‌طور گسترده به‌عنوان پاسخی به افزایش قدرت اقتصادی و نظامی چین در نظر گرفته شد و دولت چین با صدور اعتراضات دیپلماتیک رسمی به اعضای خود به گفت‌وگوی چهارجانبه پاسخ داد.
گفت‌وگوی چهارگانه پس از خروج استرالیا در دوران تصدی کوین راد به عنوان نخست‌وزیر متوقف شد، که بازتابندهٔ دوگانگی در سیاست استرالیا در مورد تنش فزاینده بین ایالات متحده و چین در آسیا و اقیانوسیه بود. پس از جانشینی راد توسط جولیا گیلارد در سال ۲۰۱۰، همکاری نظامی تقویت شده بین ایالات متحده و استرالیا از سر گرفته شد که منجر به استقرار تفنگداران دریایی ایالات متحده در نزدیکی داروین، مشرف بر دریای تیمور و تنگه لومبوک شد. در همین حال، هند، ژاپن و ایالات متحده به برگزاری مانورهای دریایی مشترک زیر نظر مالابار ادامه دادند.
در جریان اجلاس سران آسه آن در سال ۲۰۱۷ در مانیل، هر چهار عضو سابق به رهبری آبه، مالکوم ترنبول، نخست‌وزیر استرالیا، نارندرا مودی، نخست‌وزیر هند، و دونالد ترامپ رئیس‌جمهور ایالات متحده توافق کردند که اتحاد چهارجانبه را به منظور مقابلهٔ نظامی و دیپلماتیک با چین در جنوب احیا کنند. دریای چین تنش بین اعضای Quad و چین به ترس از آنچه توسط برخی مفسران به عنوان «جنگ سرد جدید» در منطقه لقب گرفت، منجر شده‌است.
در یک بیانیه مشترک در مارس ۲۰۲۱، «روح چهارگانه»، اعضای Quad «یک چشم‌انداز مشترک برای یک هند و اقیانوس آرام آزاد و باز» و «نظم دریایی مبتنی بر قوانین در دریاهای چین شرقی و جنوبی» را توصیف کردند. که کشورهای عضو Quad برای مقابله با ادعاهای دریایی چین مورد نیاز هستند. Quad متعهد شد که پاسخی برای کووید۱۹ بیابد، و نخستین جلسهٔ «Quad Plus» را برگزار کرد که شامل نمایندگانی از نیوزلند، کره جنوبی و ویتنام بود تا روی پاسخ آن به آن کار کنند. بیانیه مشترک چهارگانه که به‌طور گسترده به عنوان قصد محدود کردن "قدرت رو به رشد چین" تلقی می‌شود، انتقادات وزارت خارجه چین را برانگیخت که گفت: چهارگانه "علناً باعث ایجاد اختلاف بین قدرت‌های منطقه‌ای در آسیا می‌شود.